# Gabriel Oprea
Gabriel Oprea (Fundulea, 1º gennaio 1961) è un politico e militare rumeno.
Dopo aver compiuto studi militari e giurisprudenziali e aver intrapreso la carriera nell'esercito, nel 2002 divenne prefetto di Bucarest. Entrato in politica nel 2003 con il Partito Social Democratico (PSD), nel 2009 lasciò il partito e fu tra i fondatori dell'Unione Nazionale per il Progresso della Romania (UNPR).
Rivestì il ruolo di ministro della difesa (2009-2012) e fu in due occasioni ministro degli interni (2008-2009 e 2014-2015). Vice primo ministro di Victor Ponta dal 2012 al 2015, Oprea fu anche primo ministro ad interim dal 22 giugno al 9 luglio 2015 e dal 29 luglio al 10 agosto 2015, a causa di due assenze temporanee del premier per motivi di salute.
Nel 2016 annunciò il ritiro dalla politica per via di diverse inchieste giudiziarie avviate nei suoi confronti. Nel 2018, tuttavia, rifondò l'UNPR, scioltosi due anni prima.

## Formazione e carriera accademica
Nato a Fundulea nel distretto di Călăraşi (Romania), nel 1980 entrò all'accademia militare Nicolae Bălcescu di Sibiu, ottenendo il grado di ufficiale nel 1983. Successivamente, dal 1985 al 1990, frequentò la facoltà di giurisprudenza dell'Università di Bucarest. Nel 1997 completò un corso di studi postuniversitari presso l'Università nazionale di difesa "Carlo I" e nel 2000 conseguì un dottorato in legge presso l'Università di Bucarest, ma la validità del titolo fu successivamente contestata per via di accuse di plagio della tesi.
Dal 2000 al 2001 fu co-rettore e docente presso l'Università nazionale di difesa e nel 2002 responsabile di dottorato presso l'Accademia di polizia Alexandru Ioan Cuza.
Dal 2003 al 2005 fu membro della commissione di scienze militari del consiglio nazionale di verifica di titoli, diplomi e certificati universitari (CNATDCU). Nel 2008 iniziò la sua attività didattica presso l'Accademia nazionale di intelligence dei servizi segreti interni, il Serviciul Român de Informații.

## Carriera militare
Oprea operò nel ministero della difesa nei ranghi dell'esercito rumeno dal 1983 al 1990 e, dopo il 1990, fu ufficiale e generale esperto di diritto militare. Nel 2001 fu promosso a generale di brigata tramite decreto presidenziale del 29 novembre.
Nel 2000 fu insignito del titolo di cavaliere dell'Ordine della Stella di Romania dall'allora presidente Emil Constantinescu e nel 2002 ricevette l'onorificenza dell'Ordine del Fedele Servizio da parte di Ion Iliescu.
Dal 2001 al 2002 fu segretario di stato dell'amministrazione nazionale dei riservisti.
Dal 2002 al 2003 fu prefetto di Bucarest, su indicazione del governo in mano al primo ministro PSD Adrian Năstase. Durante la sua esperienza di prefetto spesso Oprea si scontrò con l'allora sindaco Traian Băsescu (membro del Partito Democratico e poi presidente della repubblica dal 2004 al 2014), che lo riteneva un protetto di Năstase e suo oppositore politico.
Nel 2008 raggiunse il grado di generale-luogotenente con tre stelle, mentre nel 2009 il presidente Băsescu, che con gli anni ne rivalutò la figura, gli conferì la quarta stella, il più alto grado previsto dall'esercito rumeno in tempo di pace.

## Carriera politica

### Ingresso nel PSD e prima esperienza parlamentare
Già prefetto della capitale, nel 2003 Oprea aderì al Partito Social Democratico (PSD) che, all'epoca, guidava la maggioranza parlamentare. All'indomani del rimpasto di governo del 19 giugno 2003, il primo ministro Adrian Năstase gli affidò il ruolo di ministro con delega alla pubblica amministrazione. Oprea rimase in carica fino al 14 luglio 2004, quando cedette la posizione al suo successore Gheorghe Emacu per occuparsi in prima persona dell'ufficio nazionale di coordinamento del PSD. A livello di mansioni nel partito, nello stesso periodo fu anche segretario della sezione del PSD nel distretto di Ilfov, vicepresidente nazionale del PSD ed esperto di difesa, ordine pubblico e sicurezza nazionale.
Si candidò per il distretto di Ilfov alle elezioni parlamentari in Romania del 2004 (vinte dal centro-destra del Partito Nazionale Liberale), ottenendo un seggio alla camera dei deputati. Durante la legislatura (2004-2008) fu membro della commissione di controllo sulle attività dell'agenzia dei servizi segreti del Serviciul Român de Informaţii (SRI). Si candidò nuovamente alle elezioni legislative del 2008, ottenendo la riconferma.

### Ministro nel governo Boc e uscita dal PSD
Le elezioni del 2008 furono segnate da un grande equilibrio che costrinse i due partiti più votati (PSD e Partito Democratico Liberale) a formare un'ampia coalizione a sostegno del nuovo primo ministro Emil Boc (PD-L). Oprea, quindi, fu subito nominato ministro degli interni del neonato governo Boc I.
Al momento della nomina annunciò che le priorità del suo mandato sarebbero state l'ordine pubblico delle città maggiori, il rafforzamento delle strutture periferiche e la preparazione dell'adesione della Romania allo spazio Schengen. Mantenne l'incarico, tuttavia, per appena 20 giorni (22 dicembre 2008 – 12 gennaio 2009), come risultato dello scontro interno al PSD relativo alle nomine dei sottosegretari del ministero elaborate da Oprea. La scelta di Virgil Ardelean a capo del DGIPI, la direzione generale per l'intelligence e la sicurezza interna, fu malvista dai colleghi socialdemocratici Liviu Dragnea e Marian Vanghelie, dall'ex presidente Ion Iliescu e dal segretario del PSD Mircea Geoană, che lo accusò apertamente di procedere alle nomine senza consultarlo e ignorando le norme di disciplina interna del partito. La questione creò problemi anche in seno alla coalizione, in quanto anche il premier Boc aveva approvato i decreti di nomina senza confrontarsi con Geoană.
Il 13 gennaio, contrariato dalle reazioni che minavano l'indipendenza delle sue scelte, Oprea rassegnò le proprie dimissioni dichiarando «ho dato le dimissioni perché non ho voluto creare tensioni che avrebbero potuto colpire la coalizione di governo. È questa la mia idea e non rinuncerò mai alla dignità, all'onore e alla professionalità». Perso l'appoggio politico del partito, Oprea abbandonò anche l'incarico di segretario del distretto di Ilfov e lasciò definitivamente il PSD.
Nel febbraio 2009, quando Oprea sedeva ormai in parlamento come indipendente, fu nominato membro della commissione di difesa, ordine pubblico e sicurezza nazionale della camera.

### Fondazione dell'UNPR e nuovi incarichi ministeriali

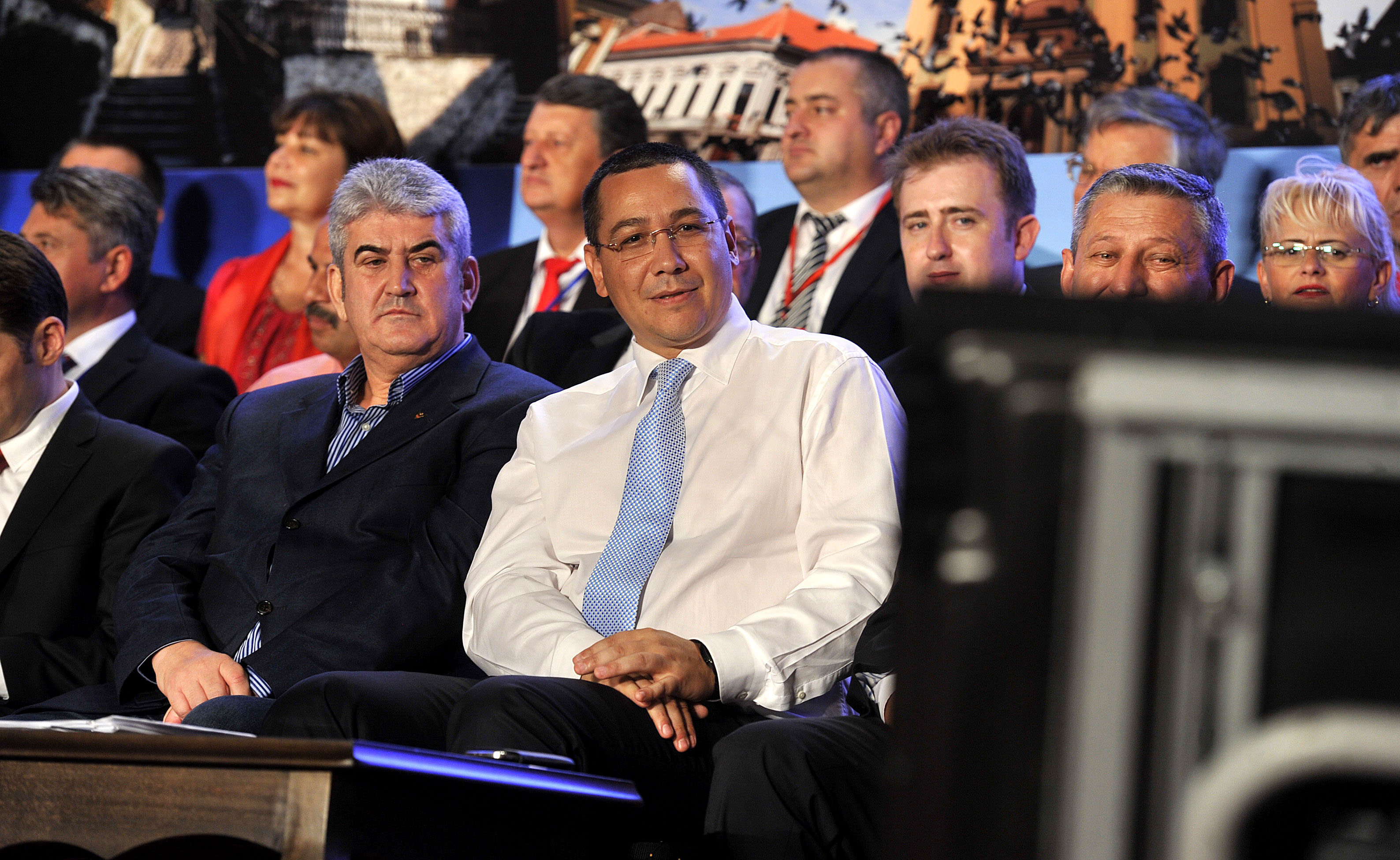
Gabriel Oprea e Victor Ponta al Congresso nazionale del PSD ad Alba Iulia, 12 settembre 2014.

L'8 dicembre 2009 Oprea annunciò l'intenzione di elaborare un nuovo progetto politico di centro-sinistra che fosse «al di sopra di tutti gli interessi politici» per il progresso della Romania. Sebbene fosse da mesi presente come gruppo parlamentare, questo vide ufficialmente la luce nel maggio 2010 quando, insieme ad altri parlamentari indipendenti prevalentemente fuoriusciti dal PSD, tra i quali Marian Sârbu e Cristian Diaconescu, fondò l'Unione Nazionale per il Progresso della Romania (UNPR), della quale fu il primo segretario esecutivo (ne divenne presidente solo nel maggio 2012).
Nello stesso periodo, la crisi della maggioranza e il ritiro dell'appoggio del PSD causarono la caduta del governo Boc I (ottobre 2009). Il presidente della repubblica Băsescu, quindi, propose in successione altri due premier in area PD-L (Lucian Croitoru e Liviu Negoiţă), ma nessuno dei due riuscì ad ottenere il voto di investitura dal parlamento. Oprea fu proposto come ministro degli interni del mai nato governo Negoiţă. La situazione si sbloccò solo nel mese di dicembre 2009 dopo le elezioni presidenziali che videro la riconferma di Băsescu. Sostenuto dalla maggioranza composta da PD-L, Unione Democratica Magiara di Romania e parlamentari indipendenti (che in maggio sarebbero confluiti nell'UNPR), nacque il governo Boc II, nel quale Oprea fu nominato ministro della difesa. In sue dichiarazioni alla stampa Băsescu affermò di aver completamente rivalutato la figura di Oprea dopo la sua uscita dal PSD e lo ringraziò per l'appoggio fornito a sostegno del nuovo governo Boc, voluto fortemente dal presidente. Nel febbraio 2012 fu confermato nello stesso ministero anche dal successore di Boc, Mihai Răzvan Ungureanu, mantenendo nel complesso l'incarico per 2 anni e 4 mesi, fino alle dimissioni del governo presieduto da quest'ultimo (maggio 2012).

### Nel governo Ponta

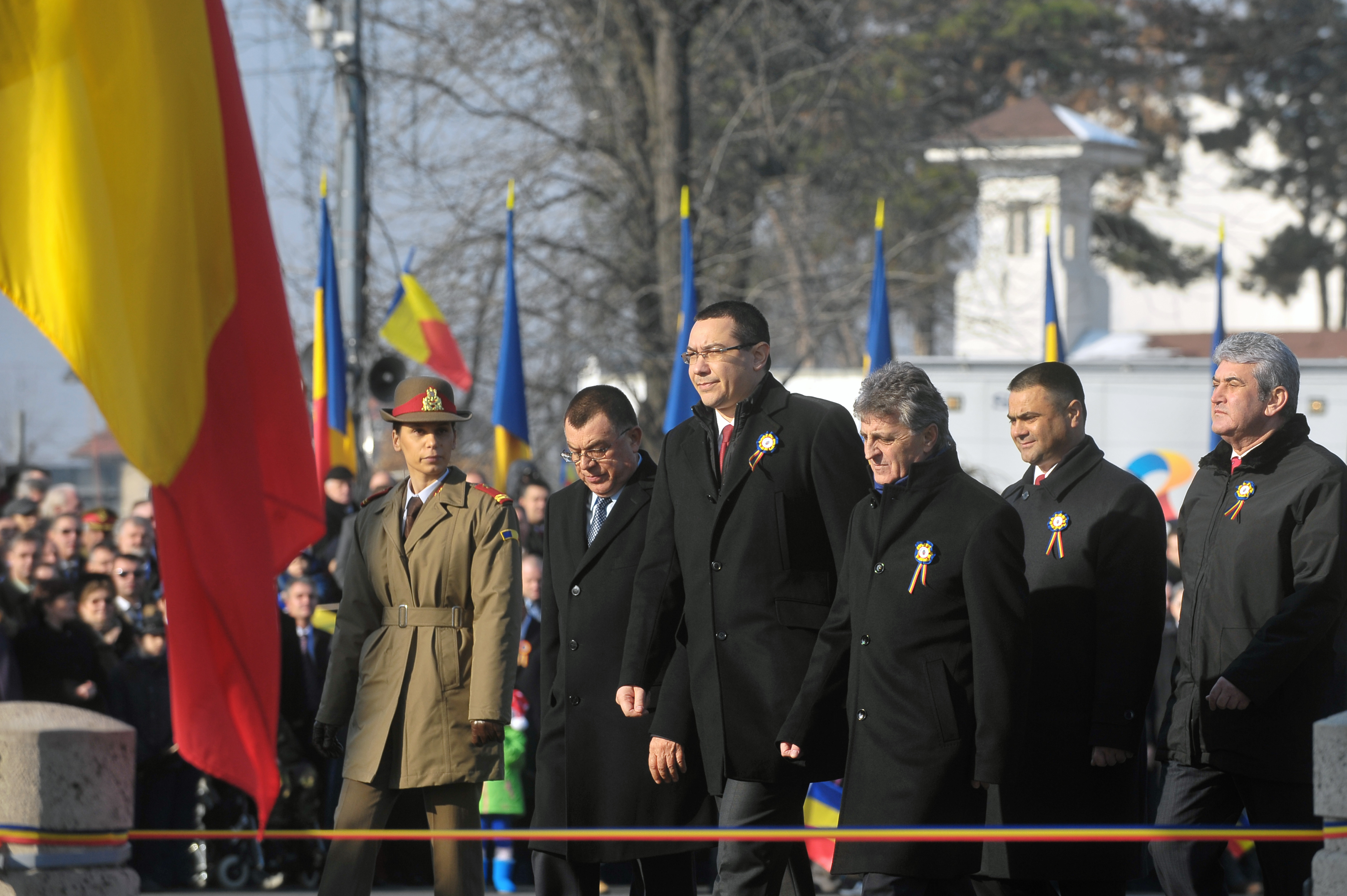
Gabriel Oprea (primo a destra) presso l'Arco di trionfo a Bucarest, nel Giorno nazionale della Romania il 1º dicembre 2013.

Con la caduta del governo Ungureanu, l'UNPR passò all'opposizione della neocostituita alleanza di governo PSD-PNL presieduta dal socialdemocratico Victor Ponta. Con il passare del tempo, tuttavia, i rapporti tra Oprea e il PSD si ricucirono, nonostante le pesanti accuse reciproche di tradimento rivolte al momento della rottura di due anni prima. L'UNPR si avvicinò alla coalizione di governo e, nell'estate 2012, siglò un'alleanza politica con il PSD in vista delle elezioni legislative di dicembre a supporto di un nuovo eventuale governo Ponta. Oprea ottenne un seggio al senato, mentre la vittoria di Ponta (sostenuto soprattutto dai due partiti principali di PSD e PNL) fu schiacciante. Oprea venne nominato vice primo ministro senza portafogli con competenze in materia di difesa e sicurezza nazionale del governo Ponta II.
Nel febbraio 2014 dopo le dimissioni di Radu Stroe assunse, inizialmente ad interim, la funzione di ministro degli interni ottenendo, dopo il ritiro del PNL dalla coalizione di governo, la riconferma dell'incarico anche nei governi seguenti Ponta III e Ponta IV. Nell'estate 2015 Oprea rivestì a due riprese la funzione di primo ministro ad interim a causa dell'assenza temporanea di Ponta per motivi di salute.
Nell'ottobre del 2015 fu protagonista di uno scandalo legato alla morte di un agente di polizia facente parte della sua scorta, per via del quale l'opinione pubblica e le opposizioni chiesero a gran voce le sue dimissioni. Dopo pochi giorni, in seguito alle proteste scaturite dall'incendio alla discoteca Colectiv di Bucarest che travolsero il governo, lo stesso premier Ponta abbandonò il proprio incarico. Il 10 novembre, pressato dallo scandalo e da una mozione di sfiducia presentata dal PNL, Oprea fece lo stesso.

### Ritiro da tutte le funzioni
Coinvolto in un'indagine giudiziaria sull'uso dei fondi del ministero degli interni e, soprattutto, nello scandalo della morte del poliziotto, per il quale la Direzione nazionale anticorruzione della Romania (DNA) aveva avviato un'inchiesta per l'utilizzo irregolare della scorta, nel marzo 2016 abbandonò la segreteria dell'UNPR, al fine di evitare eventuali danni di immagine al gruppo politico, lasciando la presidenza ad interim a Neculai Onțanu. Nel luglio 2016 annunciò la volontà di lasciare l'UNPR e ritirarsi dalla politica al termine della legislatura.
Nel settembre 2016 il parlamento votò contro la richiesta presentata dalla DNA di procedere penalmente contro l'ex ministro, ma le manifestazioni di protesta che seguirono, tuttavia, lo spinsero a dare le dimissioni dal senato e a rinunciare all'immunità parlamentare per sottoporsi alle indagini dei procuratori che lo accusavano di omicidio volontario.

### Ritorno in politica
Dopo due anni al di fuori di ogni formazione politica, nel luglio 2018 dichiarò che avrebbe riorganizzato l'Unione Nazionale per il Progresso della Romania, malgrado questa si fosse sciolta nel 2016. Nel dicembre 2018 fu rieletto presidente del partito rifondato, annunciando l'intenzione di concorrere alle elezioni europee del 2019. Il risultato del voto, però, fu disastroso, con l'UNPR che ottenne solo lo 0,61%. Nell'ottobre 2019, quindi, il partito avanzò una proposta di fusione al PSD. Nel novembre 2019 il presidente del PSD Viorica Dăncilă dichiarò che Oprea era vicepresidente del suo partito, in qualità di leader del sindacato dei militari riservisti, con il quale i socialdemocratici avevano siglato un accordo di collaborazione. Il riavvicinamento di Oprea, tuttavia, fu visto con diffidenza da alcuni nomi della dirigenza, tra i quali Gabriela Firea, che prese le distanze dalla decisione della presidenza del partito, ritenendola un gesto platealmente contrario alla necessità di riforma del PSD. Il 27 novembre 2019 il nuovo presidente del PSD ad interim Marcel Ciolacu dichiarò che non avrebbe ammesso Oprea nel partito sotto la sua guida.
Nel 2020 si candidò da indipendente per un seggio da deputato per la circoscrizione di Bucarest alle elezioni parlamentari.

## Procedimenti giudiziari e aspetti controversi

### La morte di Bogdan Gigină
Il 22 ottobre 2015 il poliziotto Bogdan Gigină morì per una caduta in moto in circostanze chiarite solo in un secondo momento. Da un comunicato della polizia stradale di Bucarest risultò che Gigină si trovava di scorta all'allora ministro degli interni Gabriel Oprea. I sindacati di polizia, tuttavia, specificarono che in quel momento Oprea non avrebbe dovuto avere diritto alla scorta. La procura di Bucarest, quindi, avviò un'inchiesta sull'accaduto. A seguito di indagini, nel febbraio 2016 la Direzione nazionale anticorruzione ipotizzò, oltre al reato di omicidio volontario, anche quello di abuso di ufficio in quanto, come emerso, Oprea era solito utilizzare la scorta nella quasi totalità degli spostamenti, anche personali. La DNA sottolineò che:
(Direzione nazionale anticorruzione della Romania)
Nel settembre 2016 la DNA inviò al senato la richiesta di autorizzazione a procedere penalmente contro Oprea. Questa, però, fu rifiutata. Con le sue dimissioni dal senato, tuttavia, fu possibile continuare il procedimento. Il fascicolo dell'inchiesta fu trasmesso all'Alta corte di cassazione e giustizia nel maggio 2018, mentre per competenza fu trasferito prima al tribunale del Settore 1 e, poi, a quello di Bucarest. Nel dicembre 2019 fu disposto l'inizio del processo, ma i legali di Oprea presentarono ricorso contro il modo in cui erano state realizzate le indagini da parte degli inquirenti della DNA. Nel luglio 2020 la corte d'appello del tribunale di Bucarest rigettò la richiesta e confermò l'avviò della procedura giudiziaria. Al fianco di Oprea figurava come indagato anche Petre Mazilu, direttore dalla società che aveva realizzato dei lavori sulla via in cui Gigină aveva trovato la morte e che era imputato per la mancata segnalazione degli ostacoli presenti sul piano stradale.
Il 6 marzo 2023 il tribunale di Bucarest lo assolse in primo grado di giudizio.

### Inchiesta per utilizzo improprio dei fondi del ministero
Nell'estate del 2016 la DNA iscrisse sul registro degli indagati diversi ufficiali del DIPI, i servizi segreti del ministero degli interni, accusati dell'utilizzo improprio di fondi (410.000 lei) concessi al dipartimento nel periodo agosto-ottobre 2015. Le indagini si allargarono fino a colpire l'ex ministro. Secondo i procuratori le sovvenzioni, originariamente destinate a finanziare azioni operative, sarebbero state in realtà utilizzate illegalmente per l'acquisto di un'autovettura Audi A8 ad esclusivo uso di Oprea, dei divani di lusso, un televisore e una jacuzzi installati nell'ufficio del ministro. Secondo gli inquirenti un'altra parte dei fondi sarebbe stata utilizzata dal capo del dipartimento Nicolae Gheorghe per l'acquisto di regali destinati ad Oprea, tra i quali un profumo del valore di 3.700 lei ed un orologio di 5.000 lei.
Il 18 novembre 2021 fu prosciolto dalle accuse in seguito alla sentenza di primo grado emessa dall'Alta corte di cassazione e giustizia. Il 15 maggio 2023 la cassazione confermò la sentenza di assoluzione.

### Accuse di plagio
Nel luglio 2015 il presidente della commissione etica dell'Università di Bucarest Marian Popescu fece una dichiarazione accusando Oprea di aver copiato integralmente da altre opere decine di pagine della sua tesi di dottorato. Sebbene il Consiglio nazionale di etica (CNE) del ministero dell'istruzione nell'immediato non avesse rilevato gli estremi del plagio, successivamente l'analisi della denuncia passò al consiglio nazionale di verifica di titoli, diplomi e certificati universitari (CNATDCU), competente in materia. Nell'agosto del 2016 il CNATDCU confermò il parere, richiedendo il ritiro del titolo di dottore di Oprea. Il 1º settembre 2016 il ministero dell'istruzione gli ritirò il titolo.
Al termine di un lungo iter processuale il 13 ottobre 2023 la Corte di cassazione annullò la decisione emanata sette anni prima dal ministero dell'istruzione.

## Vita privata
Oprea è sposato con la moglie Sanda, originaria di Sibiu e di professione economista. Hanno avuto due figli, Ana Maria e Marin Gabriel. La figlia Ana Maria si sposò nel 2011 e nell'agosto 2015 diede alla luce un figlio.
Oprea fu il padrino di battesimo di Andrei Ponta, figlio del primo ministro Victor Ponta.